# Eckhard Krautzun

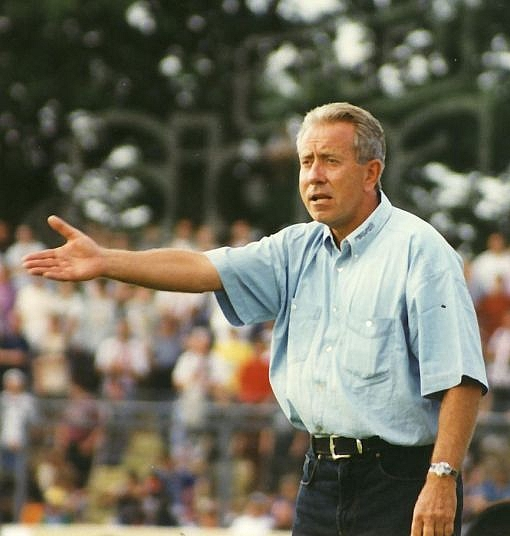
Eckard Krautzun 1997 als Trainer des FC St. Pauli

Eckhard Krautzun (* 13. Januar 1941 in Essen) ist ein deutscher Fußballtrainer und ehemaliger Fußballspieler.

## Stationen als Spieler
Als Spieler war er im Amateurbereich bei Union Solingen und dem Rheydter Spielverein (bis 1966) aktiv. Mit dem 1. FC Kaiserslautern absolvierte er als Abwehrspieler 1966/67 dann 3 Spiele in der 1. Bundesliga und ein Spiel im DFB-Pokal.

## Trainerstationen
Seine Trainerkarriere begann Krautzun, der eine englische Trainerlizenz besaß, im Dezember 1967 in Asien, u. a. als Trainerassistent von Dettmar Cramer in Malaysia. Im Juni 1969 ging er zu den Young Fellows Zürich, die er bis 1970 trainierte. In Deutschland arbeitete er als Trainer für den TSV 1860 München, Union Solingen, Tennis Borussia Berlin, SV Darmstadt 98, Wormatia Worms, Alemannia Aachen, SC Freiburg, VfL Wolfsburg, 1. FC Union Berlin, 1. FC Kaiserslautern, FC St. Pauli, TSG 1899 Hoffenheim und den 1. FSV Mainz 05.
Als Nationaltrainer arbeitete er in den 1970er Jahren für Kenia und Kanada, später für die Philippinen. Seit 2003 arbeitet er im Fußballverband der Volksrepublik China und trainierte dort Juniorenmannschaften sowie zeitweise das Olympiateam und die chinesische Nationalmannschaft der Frauen.
Als Vereinstrainer war Krautzun im Ausland neben den Zürcher Young Fellows in Nordamerika für die Vancouver Whitecaps, die Houston Hurricanes und die Fort Lauderdale Strikers tätig und trainierte von 1980 bis 1981 auch Gerd Müller, der seine Trainingsmethoden auch später noch heftig kritisierte. In der Folge trainierte er auch noch die Vereine Mazda Hiroshima, al-Ahli Dschidda und CS Sfaxien.

### Tabellarische Übersicht
| Jahreszahl | Verein / Nationalmannschaft / sonstige Positionen                                              |
| ---------- | ---------------------------------------------------------------------------------------------- |
| 1968       | Südkoreanische Fußballnationalmannschaft / Südkoreanische (U-20-Männer) (Technischer Direktor) |
| 1969–1970  | FC Young Fellows Zürich                                                                        |
| 1970–1974  | Kenianische Fußballnationalmannschaft                                                          |
| 1974–1976  | Kanadische Fußballnationalmannschaft                                                           |
| 1976–1978  | Vancouver Whitecaps                                                                            |
| 1978       | Wormatia Worms                                                                                 |
| 1978–1979  | TSV 1860 München                                                                               |
| 1980–1981  | Houston Hurricane                                                                              |
| 1981–1982  | Fort Lauderdale Strikers                                                                       |
| 1983       | Union Solingen                                                                                 |
| 1983       | Mazda Hiroshima                                                                                |
| 1983–1985  | Union Solingen                                                                                 |
| 1985–1986  | Tennis Borussia Berlin                                                                         |
| 1986–1987  | SV Darmstadt 98                                                                                |
| 1987–1988  | al-Ahli Dschidda                                                                               |
| 1989       | SV Darmstadt 98                                                                                |
| 1989–1990  | Wormatia Worms                                                                                 |
| 1990       | Alemannia Aachen                                                                               |
| 1990–1991  | SC Freiburg                                                                                    |
| 1991–1992  | Philippinische Fußballnationalmannschaft                                                       |
| 1992–1993  | Kuala Lumpur City Hall                                                                         |
| zeitgleich | Malaysische Juniorenmannschaften                                                               |
| 1993–1995  | VfL Wolfsburg                                                                                  |
| 1995–1996  | 1. FC Union Berlin                                                                             |
| 1996       | 1. FC Kaiserslautern                                                                           |
| 1997       | CS Sfaxien                                                                                     |
| 1997       | FC St. Pauli                                                                                   |
| 1997–1999  | CS Sfaxien                                                                                     |
| 1999       | TSG 1899 Hoffenheim (als „Sportlicher Leiter“)                                                 |
| 1999–2000  | SV Darmstadt 98                                                                                |
| 2000–2001  | 1. FSV Mainz 05                                                                                |
| 2001       | Tunesische Fußballnationalmannschaft                                                           |
| 2003–2005  | China U20                                                                                      |
| 2005–2007  | China (Liga Scout)                                                                             |
| 2007       | Chinesische Fußballnationalmannschaft der Frauen (Berater)                                     |

## Erfolge als Trainer
1995 führte er den VfL Wolfsburg in das Finale des DFB-Pokals, zum Zeitpunkt des Endspiels war er aber nicht mehr Trainer des VfL Wolfsburg. Ein Jahr später sah es umgekehrt aus: Er konnte mit dem 1. FC Kaiserslautern diesen Wettbewerb zwar gewinnen, hatte den Verein aber nicht selbst ins Finale geführt. Den erstmaligen Abstieg des Vereins aus der Bundesliga im selben Jahr konnte er vorher jedoch nicht verhindern, deshalb blieb das Pokalfinale sein letztes Pflichtspiel als Trainer in Kaiserslautern. 1998 gewann Krautzun mit CS Sfaxien den CAF Cup.

## Interviews
- „Ich konnte die totale Isolation nicht mehr ertragen“, Frankfurter Allgemeine Zeitung vom 20. September 2007